# شهر تپه
شهر تپه مربوط به هزاره اول قبل از میلاد است و در شهرستان درگز، بخش چاپشلو، روستای چاپشلو واقع شده و این اثر در تاریخ ۲۴ فروردین ۱۳۸۲ با شمارهٔ ثبت ۸۲۶۴ به‌عنوان یکی از آثار ملی ایران به ثبت رسیده است.